# Josep Maria Moré i Comas
Josep Maria Moré i Comas   (Barcelona, 1894 - novembre 1963) fou un empresari i pilot d'automobilisme català. Juntament amb el seu germà Ramon, tingué una gran influència en els primers anys de l'automobilisme al país. El 1914 creà, amb el seu germà i els germans Josep Maria i Frederic Armangué i el seu cosí Lluís Armangué entre altres socis, la marca d'autocicles David, activa fins a la dècada de 1950.
Com a pilot, participà en moltes curses i es distingí pels coneixements de mecànica. El 1916 guanyà la primera cursa d'autocicles que es feia a Europa, disputada al circuit del Baix Penedès. El 2 de juny de 1916 el Real Moto Club de Catalunya va organitzar una cursa Barcelona-Madrid-Barcelona d'aquests automòbils, sortint del barri de Collblanc, amb Moré i Comas i altres 21 participants.